# Monti Nur
I Monti Nur (turco: Nur Dağları), anticamente detti Amanus mons ('catena dell'Amano'), sono una catena montuosa della Turchia meridionale, al confine con la Siria. Essi sono spesso considerati come la propaggine meridionale della catena del Tauro Orientale esterno. L'altezza massima di 2240 m viene raggiunta dal monte Bozdağ.
La catena corre parallela al golfo di Alessandretta e divide la regione costiera della Cilicia dall'entroterra della Siria. Un importante passo, noto con il nome di Porte Siriache, si trova presso la città di Belen.